# Sibovia nielsoni
Sibovia nielsoni är en insektsart som beskrevs av Young 1977. Sibovia nielsoni ingår i släktet Sibovia och familjen dvärgstritar. Inga underarter finns listade i Catalogue of Life.